# Кира-Панайя (остров)
Кира́-Панайя́, Ки́ра-Панаги́я (греч. Κυρά Παναγιά — «Пресвятая Владычица»), также Пелагони́си, Пе́лагос (Πελαγονήσι) — небольшой остров в Греции. Наивысшая точка 299 м над уровнем моря. Остров находится в Эгейском море и является частью архипелага Северные Спорады. Остров скалист и по берегам сильно изрезан бухтами. Площадь острова составляет 24,973 км². Остров в древности назывался Поли́егос (лат. Polyaigos, Πολύαιγος). Ближайшим островом на северо-востоке является Юра и на юго-западе Алонисос. Административно относится к общине Алонисос в периферийной единице Спорады в периферии Фессалия. Население 2 человека по переписи 2011 года.

## Население
Так как в середине 1990 года крошечный поселок на острове был заброшен, в 1991 году население этого острова составляло всего лишь 1 человек. Перепись 2001 года показала, что на Кира-Панайя живет 10 человек.
| Год  | Население, человек |
| ---- | ------------------ |
| 1991 | 1                  |
| 2001 | 10                 |
| 2011 | ↘ 2                |